# Linstead Parva
Linstead Parva est un village et une paroisse civile du Suffolk, en Angleterre.